# Vincenzo Alaimo
Vincenzo Alaimo (Canicattì, 6 febbraio 1946) è un politico italiano.